# Tabea Zimmermann
Tabea Zimmermann (ur. 8 października 1966 w Larhu) – niemiecka altowiolistka i pedagog muzyczna.

## Życiorys
Od 1979 do 1984 uczyła się we Fryburgu Bryzgowijskim u Ulricha Kocha, u którego kontynuowała naukę w Saarbrücken w 1985. W następnym roku kształciła się pod kierunkiem Sándora Végha w salzburskim Mozarteum. W 1982 otrzymała I nagrodę na Międzynarodowym Konkursie Muzycznym w Genewie. Rok później otrzymała I nagrodę na Concours d’Alto Maurice Vieux w Paryżu. W latach 1987–1989 wykładała w konserwatorium w Saarbrücken. Od 1994 do 2002 nauczała we Frankfurcie nad Menem. W 1995 wystąpiła z recitalem w nowojorskiej Carnegie Hall. W 2002 rozpoczęła działalność pedagogiczną w Hochschule für Musik Hanns Eisler Berlin.
Wykonuje utwory m.in. Bairda, Bartóka, Blocha, Brittena, Hindemitha, Martinů, Pendereckiego, Schnittkego, Strawinskiego i Szostakowicza. Dokonała prawykonań utworów m.in. Goehra, Killmayera, Kirchnera, Kopytmana i Ligetiego.